# Xhem Hasa
 (avril 2010).
Si vous disposez d'ouvrages ou d'articles de référence ou si vous connaissez des sites web de qualité traitant du thème abordé ici, merci de compléter l'article en donnant les références utiles à sa vérifiabilité et en les liant à la section « Notes et références ».
Xhemë Hasa de son vrai nom Xhemal Hasani né en mars 1908 à Simnica (village de Gostivar) dans l'ouest de la Macédoine du Nord était le principal dirigeant des fractions armées du Balli Kombëtar (parti nationaliste et anticommuniste albanais) de la Macédoine occidentale pendant la Seconde Guerre mondiale. Il fut tué le 6 mai 1945 par certains de ses anciens collaborateurs qui se rangèrent du côté des formations communistes yougoslaves.
En 2010, le parti politique albanais Nouvelle démocratie a proposé l'érection d'un monument à Gostivar dans le village natal de Xhem Hasa.Il fut aussi celebre car il a tue 100 serbe lors d une attaque  terroriste des serbite a Shkup une ville albanaise qui est dans la region de Ilirida